# معاهدة الحدود الألمانية السوفيتية
كانت معاهدة الحدود الألمانية السوفيتية بمثابة بروتوكول إضافي ثانٍ،  من معاهدة مولوتوف-ريبنتروب في 23 أغسطس. كان بندًا سريًا بصيغته المعدلة في 28 سبتمبر 1939، بين ألمانيا النازية والاتحاد السوفيتي بعد غزوهما واحتلالهما المشترك لبولندا. وقعها يواكيم فون ريبنتروب وفياتشيسلاف مولوتوف، وزيرا خارجية ألمانيا والاتحاد السوفيتي على التوالي، بحضور جوزيف ستالين. تم الإعلان فقط عن جزء صغير من البروتوكول، الذي حل محل المعاهدة الأولى، بينما ظلت مناطق نفوذ ألمانيا النازية والاتحاد السوفيتي سرية. تم توقيع البروتوكول السري الثالث للميثاق في 10 يناير 1941 من قِبل فريدريش فيرنر فون شولنبرغ ومولوتوف، حيث تخلت ألمانيا عن مطالبها بأجزاء من ليتوانيا، قبل أشهر قليلة فقط من عملية بارباروسا المناهضة للسوفييت.

## البنود السرية

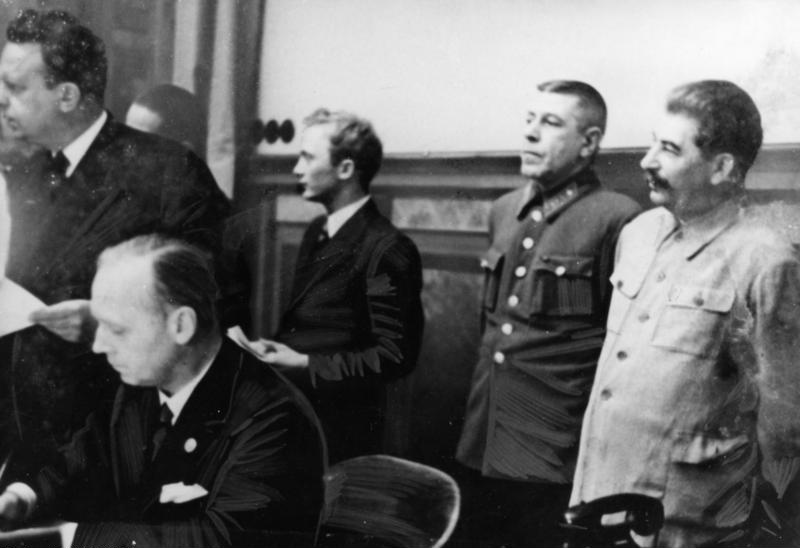
وزير الخارجية النازي يواكيم فون ريبنتروب يوقع على الميثاق الألماني السوفيتي، 28 سبتمبر 1939

تم إرفاق العديد من المواد السرية بالمعاهدة. سمحت هاتان المادتان بنقل الرعايا السوفيات والألمان بين المنطقتين المحتلتين في بولندا، وأعدتا أجزاء من مناطق النفوذ الأوروبية الوسطى التي تمليها معاهدة مولوتوف-ريبنتروب، وذكرت أيضًا أن أيا من الطرفين في المعاهدة لن يسمح بدخول أراضيها. أي «التحريض البولندي» الموجهة إلى الطرف الآخر.
أثناء الغزو الغربي لبولندا، سيطر الفيرماخت الألماني على لوبلين فويفود وشرق وارسو - وهي الأراضي التي كانت وفقًا لميثاق مولوتوف-ريبنتروب في منطقة النفوذ السوفيتي. ولتعويض الاتحاد السوفيتي عن هذه «الخسارة»، نقل المرفق السري للمعاهدة ليتوانيا إلى دائرة النفوذ السوفياتي، باستثناء منطقة صغيرة في منطقة Suł وki، والتي تُعرف أحيانًا باسم مثلث Suwałki. بعد هذا النقل، أصدر الاتحاد السوفياتي مهلة إلى ليتوانيا، واحتلها في 15 يونيو 1940، وأنشأ جمهورية ليتوانيا الاشتراكية السوفياتية.